# Districtul Main-Spessart
Districtul Main-Spessart este un district rural (Landkreis) din regiunea administrativă Franconia Inferioară, landul Bavaria, Germania.

## Orașe și comune
| orașe 1. Arnstein (8.345) 2. Gemünden am Main (11.325) 3. Karlstadt (15.170) 4. Lohr am Main (16.080) 5. Marktheidenfeld (11.091) 6. Rieneck (2.113) 7. Rothenfels (1.016) comune (târg) 1. Burgsinn (2.672) 2. Frammersbach (4.787) 3. Karbach (1.403) 4. Kreuzwertheim (3.883) 5. Obersinn (1.063) 6. Thüngen (1.319) 7. Triefenstein (4.363) 8. Zellingen (6.485) | comune 1. Aura im Sinngrund (1.073) 2. Birkenfeld (2.160) 3. Bischbrunn (1.866) 4. Erlenbach bei Marktheidenfeld (2.388) 5. Esselbach (2.036) 6. Eußenheim (3.329) 7. Fellen (965) 8. Gössenheim (1.300) 9. Gräfendorf (1.458) 10. Hafenlohr (1.833) 11. Hasloch (1.418) 12. Himmelstadt (1.774) 13. Karsbach (1.828) 14. Mittelsinn (907) 15. Neuendorf (882) 16. Neuhütten (1.258) 17. Neustadt am Main (1.349) 18. Partenstein (2.853) 19. Rechtenbach (1.049) 20. Retzstadt (1.667) 21. Roden (1.052) 22. Schollbrunn (926) 23. Steinfeld (2.296) 24. Urspringen (1.313) 25. Wiesthal (1.450) |

1. 1 2  GeoNames